# 곰플레이어
곰플레이어(GOM Player)는 곰앤컴퍼니에서 제작한 동영상 재생 소프트웨어이자 프리웨어 프로그램이다. 2007년 기준 다운로드 수가 1억 회를 돌파해 대한민국에서 가장 많이 사용하고 있는 동영상 플레이어 프로그램이다.
곰플레이어는 무료 버전과 유료 버전이 있으며, 무료 버전은 현재 네이버 SW 자료실 보관됨 2021-06-09 - 웨이백 머신에서 전체 소프트웨어 다운로드 순위 6위로 높은 다운로드 수를 가지고 있다.
유료 버전명은 곰플레이어 플러스(GOM Player Plus)로 곰앤컴퍼니의 곰랩(GOM Lab)에서 다운로드가 가능하다. 유료 버전은 광고 없이 동영상 재생이 가능하며, 간편 환경설정 등의 편리한 부가기능을 포함하고 있다.

## 역사
- 2003년 1월부터 서비스를 시작해, 2005년 1월 특허청 100대 우수특허제품대상 우수상 수상을 하였고, 2007년 8월 곰플레이어 1억 다운로드 돌파하였다.

- 곰플레이어는 국내 버전과 해외 버전이 있으며, 총 14개 언어로 사용할 수 있다. (국내 버전=한국어 가능, 해외 버전=한국어 외 13개 언어 가능)   - 지원언어: 한국어, 영어, 일본어, 중국어(간체/본체), 스페인어, 러시아어, 포르투갈어, 터키어, 태국어, 독일어, 프랑스어, 이탈리아어, 체코어

- 곰플레이어를 제작한 곰앤컴퍼니에서는 곰TV 서비스를 운영하고 있으며, 곰플레이어 윈도우 버전에서도 곰TV 시청이 가능하다.

## 특징
- 여러 비디오, 오디오 코덱을 내장하고 있어, 외부 코덱을 따로 설치하지 않아도 바로 재생할 수 있다. 코덱이 없는 경우 코덱 검색 기능(코덱 자료실)으로 찾을 수 있다.
- 기본 코덱 내장이라는 특징으로 인해 코덱에 대한 지식이 부족한 컴퓨터 초보자들이 동영상을 재생하기 용이하다는 장점이 있다.
- 완전하지 않거나, 손상되었거나, 다운로드를 완전히 마치지 못한 동영상 파일도 재생할 수 있다.
- 동영상 파일과 자막의 파일 이름이 동일하다면, 동영상을 실행할 때 자막도 자동으로 표시된다.
- 자막 파일이 없는 경우, 곰플레이어에서 지원하는 '자막 자료실'에서 자막을 찾아 재생 할 수 있다.
- 우측 곰TV 패널을 통해 합법적으로 무료 영화, 케이블TV과 지상파 드라마, 쇼프로그램 방송 다시보기를 이용할 수 있다.
- 내장 게임 - 곰플레이어 화면에서 마우스 오른쪽 버튼을 클릭 후 프로그램 정보에서 곰발바닥 모양을 더블클릭하면 닷지(dodge. 곰플레이어 발매 당시 개인들 간에 유행하던, 일본의 미사일 피하기 미니게임을 모방한 것으로 보인다)라는 내장 게임이 실행된다.
- 2015년 12월 국내 동영상플레이어 최초로 360동영상 (360VR) 을 지원하기 시작했으며, 2016년 6월 곰플레이어 모바일에서도 360동영상을 지원한다.
- 2019년 곰플레이어 환경 설정이 새롭게 개편 되었다.
- 2020년에는 곰플레이어 Mac OS 버전이 새롭게 출시되어 국내외 mac 사용자들도 곰플레이어를 사용할 수 있다.
- 곰플레이어는 모바일(Android/iOS)에서 사용이 가능하다.
- 2020년 아이폰에 최적화된 곰플레이어 신규 앱을 출시[2] 하였다.

## 재생 지원 (포맷/코덱)
- 영상포맷   - [Windows]avi, .ogm, .mkv, .mp4, .k3g, .ifo, .ts, .asf, .wmv, .wma, .mov, .mpg, .m1v, .m2v, .vob, .m4v, .3gp/3gp2, .rmvb, .rm, .ogg, .flv, .asx(영상), .dat + 외부코덱 사용 시, 다른 영상 포맷도 함께 사용 가능  - [Mac].mkv, .mp4, .avi, .m4v, .mov, .3gp, .ts, .mts, .m2ts, .wmv, .flv, .f4v, .asf, .webm, .rm, .rmvb, .qt, .dv, .mpg, .mpeg, .mxf, .vob, .gif
- 음악포맷  - [Windows].mp3, .m4a, .aac, .ogg, .flac, .wav, .wma, .rma , .alac + 외부코덱 사용 시, 다른 영상 포맷도 함께 사용 가능  - [Mac].mp3, .aac, .mka, .flac, .ogg, .oga, .mogg, .m4a, .opus, .wav, .wv, .aiff, .ape, .tta, .tak
- 자막 포맷  - [Windows]smi, srt, rt, sub(& IDX), vtt(텍스트자막), dvb, ass, psb, txt, sbv, vobsub(내장자막)  - [Mac]utf, utf8, utf-8, idx, sub, srt, smi, rt, ssa, aqt, jss, js, ass, mks, vtt, sup, scc
- 재생 목록 포맷  - [Windows].asx, .pls  - [Mac]json(자체포맷)
- 기본 코덱  - [Windows/Mac] 코덱 파일 다운로드